# Козлов, Владимир Фотиевич
Влади́мир Фо́тиевич Козло́в (род. 16 января 1955, Гродно, Белорусская ССР) — советский и российский историк, московский краевед, главный редактор Издательского центра «Москвоведение». Кандидат исторических наук, доцент.

## Биография
Родился в семье военного.
С 1976 по 1981 годы учился в Московском историко-архивном институте. В 1984 году после защиты кандидатской диссертации начал преподавать в родном архивном институте. С 1999 года — доцент; вскоре стал заведовать кафедрой региональной истории и краеведения историко-архивного института РГГУ.
В начале 1990-х годов им была опубликована серия статей об уничтожении памятников церковного зодчества в журналах «Архитектура и строительство Москвы» и «Московский журнал».
Является председателем Московского краеведческого общества и председателем Союза краеведов России. Совместно с В. А. Маныкиным он издал обзор: «Московские архивы: 200 лет» (М., 1996).

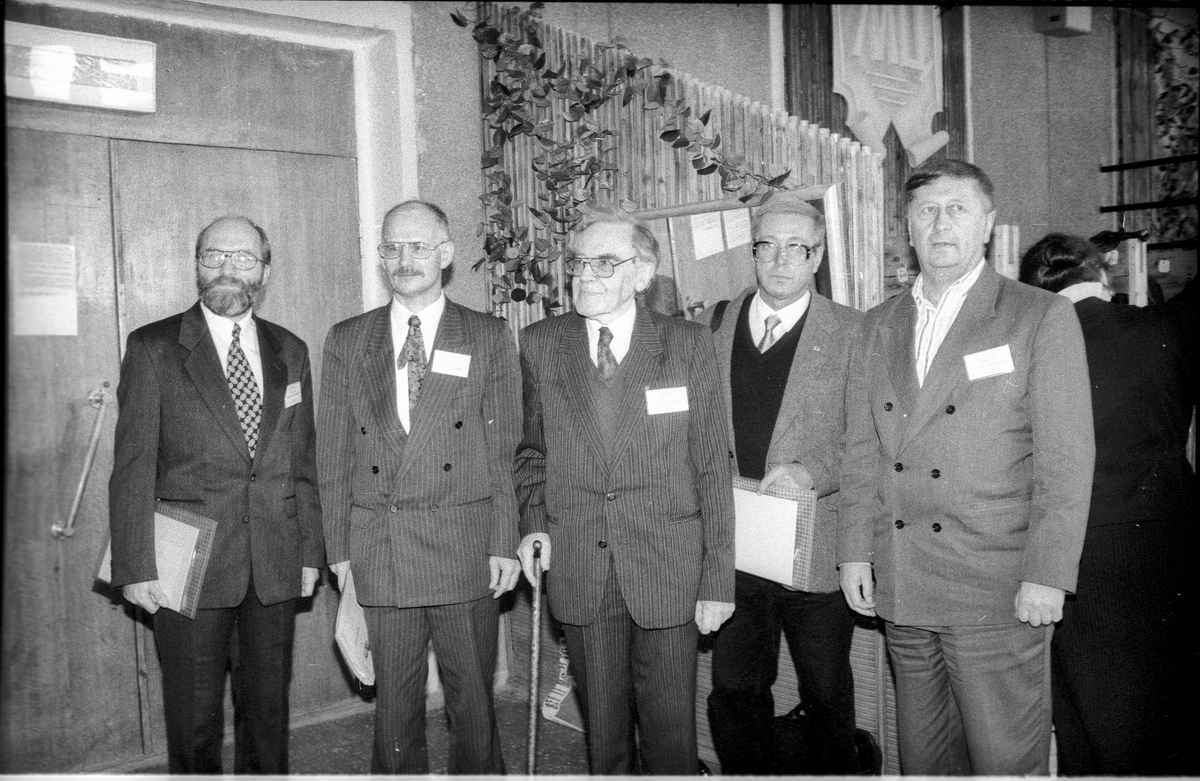
В. Ф. Козлов (крайний слева) на конференции «Малые города России». Переславль-Залесский. 1998.

Входит в состав экспертной комиссии Комитета по присуждению современной Макарьевской премии.
Награждён орденами Русской Православной Церкви: святителя Макария, митрополита Московского III-й степени (2003) и Святого князя Даниила Московского III-й степени (2007); является лауреатом Премии Правительства РФ в области образования (1999), Премии фонда имени Д. С. Лихачева (2008) и Государственной премии Республики Крым (2023).